# Junior Lecerf
Junior Lecerf (* 15. Oktober 2002 in Halle als William Junior Lecerf) ist ein belgischer Radrennfahrer.

## Sportlicher Werdegang
In der U23 fuhr Lecerf zunächst für den CC Étupes und Lotto-Soudal U23. Beim Giro Next Gen 2022 machte er durch den vierten Platz in der Gesamtwertung auf sich aufmerksam. 2023 wurde er Mitglied im Soudal Quick-Step Devo Team. Die Saison begann er mit dem dritten Platz in der Gesamtwertung der Tour du Rwanda, bei der zwei Tage das Trikot des Gesamtführenden trug. Beim Giro Next Gen kam er als Achter der Gesamtwertung ins Ziel, bei der Tour de l’Avenir als Fünfter, wobei er auf allen Bergetappen unter die Top 5 der Tageswertung kam. Nach Siegen bei Rennen des nationalen Kalenders folgte zum Saisonende sein erster Sieg bei einem UCI-Rennen, als er Il Piccolo Lombardia für sich entschied.
Zur Saison 2024 wechselte Lecerf vom Devo Team in das UCI WorldTeam von Soudal Quick-Step. In seinem ersten Rennen, der Alula Tour 2024, setzte er sich als Gesamtzweiter in der Nachwuchswertung durch, ehe er im Trikot des Soudal Quick-Step Devo Teams eine Etappe der Tour du Rwanda 2024 gewann.
In der Saison 2025 gewann Lecerf eine Etappe der Czech Tour und verteidigte seine Gesamtführung auf der Bergankunft der Schlussetappe gegen einen Angriff von Cian Uijtdebroeks.

## Erfolge
2023
- Il Piccolo Lombardia

2024
- Nachwuchswertung Alula Tour
- eine Etappe Tour du Rwanda

2025
- Gesamtwertung, eine Etappe und Punktewertung Czech Tour

## Grand Tour-Platzierungen
| Grand Tour            | 2024 | 2025 |
| --------------------- | ---- | ---- |
| Giro d’ItaliaGiro     | –    | –    |
| Tour de FranceTour    | –    | –    |
| Vuelta a EspañaVuelta | 44   |      |